# Pseudotrochalus puncticollis
Pseudotrochalus puncticollis är en skalbaggsart som beskrevs av Moser 1918. Pseudotrochalus puncticollis ingår i släktet Pseudotrochalus och familjen Melolonthidae. Inga underarter finns listade i Catalogue of Life.